# Manuel Martínez i Arcos
Manuel Martínez i Arcos   (Almeria, 1929 - Barcelona, 2023) fou un activista polític i veïnal andalús, resident a Barcelona. Fou guardonat amb la Medalla d'Honor de Barcelona.

## Biografia
El seu compromís ha estat exemplar i molt productiu. Amb la seva implicació es va aconseguir a finals del segle XX vèncer les fortes reticències de l'Ajuntament a aprovar un Pla d'Equipaments absolutament necessari en un barri que estava en creixement i que ni tan sols tenia una biblioteca pública. Va ser el primer Pla d'Equipaments de la ciutat, que després es va reproduir en altres districtes. També, obrint camí el Manolo, per primera vegada a Barcelona vam obtenir que el 30% dels habitatges públics fossin destinats a la gent del barri, criteri assumit arreu en endavant en les promocions públiques. Això va ser gràcies a la campanya "Volem Seguir Vivint al Poblenou", quan començava el 22@. Però sobretot la seva preocupació era la lluita per la millora de la sanitat pública. El Manolo recordava l'anècdota que després de tenir una reunió infructuosa amb el Conseller de Salut de la Generalitat perquè fessin un nou CAP al Poblenou, que es negaven a fer adduint que no tenien disponibilitat econòmica, ell, tot empipat, en acabar la reunió es va aixecar assenyalant el Conseller amb el dit i va esclatar: "Vostè serà el responsable del daltabaix sanitari que hi haurà al Poblenou si no hi ha aquest centre". Al cap de cinc dies va rebre una trucada notificant-li la decisió de fer el CAP de Ramon Turró.
El Manel, o el Manolo, era conscient que els canvis socials són col·lectius. L'organització i la mobilització al carrer és bàsica. Quantes assemblees i manifestacions hem convocat amb ell al davant! Venia d'una tradició comunista en què l'abnegació era un valor militant. Mai es vantava de la repressió franquista que havia patit, l'exili, les greus tortures de la policia el 1958 arran de la vaga de tramvies de l’any anterior quan el van detenir i després, la presó. Propulsor de les CCOO de Terrassa i membre de la direcció del PSUC.
Aquest andalús nascut a Almeria que als 17 anys va venir a Catalunya, on el sou que cobrava de paleta amb prou feines li arribava per pagar una habitació on dormir. Autodidacte, va començar a estudiar història estant a la presó, una matèria que l’apassionava. I va aprendre a estimar molt Catalunya, així com va estimar molt la Isabel, aquella protectora del Poblenou que, sense conèixer-se, estant el Manolo a la presó, va fer de pont amb l'exterior, i amb qui després es va casar. El Manolo sentia que tenia un deute molt gran amb la Isabel, i els darrers anys es va dedicar íntegrament a cuidar-la.
La seva integritat el va portar al llarg de la vida a ser al lloc on creia que havia de ser, costés el que costés, amb entrega i passió. Va morir en 2023 a l'edat de 94 anys.

## Guardons
El 2003 va ser reconegut amb la Medalla d'Honor de la Ciutat,